# 沙克爾福德縣 (德克薩斯州)
沙克爾福德縣（英語：Shackelford County）位美國德克薩斯州中西部的一個縣。面積2,371平方公里。根据美國2000年人口普查，共有人口3,302人。縣治奧爾巴尼（Albany）。
成立於1858年2月1日，縣政府成立於1874年9月12日。縣名紀念參議員、德克薩斯獨立戰爭的參與者約翰·沙克爾福德。